# Lív himnusz
A Min izāmō szó szerint 'Apaföldem' a lívek himnusza. A szöveget Kōrli Stalte 1923-ban írta lív nyelven. A himnusz zenéjét Fredrik Pacius szerezte. Ugyanez a finn és az észt himnusz dallama is. A lívek ezzel szerették volna kifejezni e három nép összetartozását.

## Fordítás
Ez a szócikk részben vagy egészben  a   Min izāmō című angol Wikipédia-szócikk ezen változatának fordításán alapul.  Az eredeti cikk szerkesztőit annak laptörténete sorolja fel. Ez a jelzés csupán a megfogalmazás eredetét és a szerzői jogokat jelzi, nem szolgál a cikkben szereplő információk forrásmegjelöléseként.